# Kekkō Kamen
Kekkō Kamen (japanisch けっこう仮面) ist eine Manga-Serie von Gō Nagai, die von 1974 bis 1978 in Japan erschienen ist. 1991 erschien eine Anime-Umsetzung als OVA von Studio Signal.

## Inhalt
Die Schülerin Mayumi Takahashi (高橋真弓) besucht eine Mittelschule namens Sparta Academy. Die Schülerinnen werden dort, wenn sie einen Fehler machen, von den Lehrern sexuell gedemütigt. Der Rektor ist ein Dämon namens Satan no Ashi no Tsume (サタンの足の爪), der sich zusammen mit seinem lüsternen Assistenten Ben besonders hervortut. Bevor die Lehrer jedoch ihre sexuellen Annäherungsversuche zu weit treiben können, greift Kekko Kamen (けっこう仮面) ein, die nur mit Maske und Schuhen bekleidete „nackte Rächerin“ und versetzt den Lehrern einen ordentlichen Schlag. Normalerweise führt sie einen abschließenden Angriff durch, indem sie in die Luft springt und mit dem Schritt voran auf dem Gesicht ihrer Gegnerin landet.

## Veröffentlichung
Der Manga erschien von 1974 bis 1978 im Magazin Gekkan Shōnen Jump beim Verlag Shūeisha. Dieser brachte die Kapitel auch gesammelt in fünf Bänden heraus. In Italien erschien eine Übersetzung bei d/visual und J-Pop.

## Verfilmungen
Die erste Adaption des Mangas war ein Realfilm, der am 22. März 1991 erschienen ist. Regie führte Hikari Hayakawa, der auch das Drehbuch schrieb.
Im selben Jahr folgte ein Anime, der von Studio Signal produziert worden war. Regie führten Nobuhiro Kondo, Shunichi Tokunaga und Kinji Yoshimoto. Das Drehbuch schrieb Masashi Sogo. Das Charakterdesign entwarf Tomo Hirayama und die künstlerische Leitung lag bei Mitsharu Miyamae und Osamu Honda. Die Musik komponierte Keiju Ishikawa. Für die Abspanne verwendete man die Lieder Kekko Kamen no Uta und Morodashi Heroine Kekko Kamen von Emi Shinohara. Die vier je 22 Minuten langen Folgen wurden in zwei Teilen am 1. August 1991 und 1. März 1992 als Original Video Animation veröffentlicht. Englische Übersetzungen, eine britische und eine amerikanische Version, erschienen bei ADV Films, eine italienische bei Dynamic Italia.

### Synchronsprecher
| Rolle                  | Japanische Sprecher (Seiyū) |
| ---------------------- | --------------------------- |
| Kekko Kamen            | Emi Shinohara               |
| Mayumi Takahashi       | Arisa Andō                  |
| Satan no Ashi no Tsume | Jōji Yanami                 |
| Ben-sensei             | Mitsuaki Hoshino            |
| Chigusa Yuka           | Kikuko Inoue                |

### Realfilme
Zum Manga entstanden mehrere Real-Filme:
- 1991: Kekko Kamen
- 1992: Kekko Kamen 2
- 1993: Kekko Kamen 3
- 2003: Kekko Kamen: Mask of Kekkou
- 2004: Kekko Kamen Returns
- 2004: Kekko Kamen Surprise
- 2006: Kekko Kamen Royale
- 2006: Kekko Kamen Forever
- 2012: Kekko Kamen Reborn

## Rezeption
Der Anime biete „schmutzige, frivole Abenteuer“ mit einem albernen Konzept, großzügiger Nacktheit und viel komischem Potential, so die Anime Encyclopedia, auch wenn die Grenzen des guten Geschmacks dabei bisweilen überschritten würden.